# Drugo ratno prvenstvo grada Zagreba 1918
Il Drugo ratno prvenstvo grada Zagreba u nogometu za 1918. godinu (it. "Secondo campionato di guerra della città di Zagabria nel calcio per il 1918") fu la seconda competizione calcistica a Zagabria dopo il campionato di Croazia e Slavonia nel 1914. La competizione fu organizzata dal Odbor za priređivanje nogometnih utakmica u korist Crvenog križa (it. "Comitato per l'organizzazione di partite di calcio a favore della Croce Rossa"), sull'esempio di altre grandi città dell'Austria Ungheria (Vienna, Praga, Budapest). Il campionato iniziò il 1º settembre 1918 ed il patron del campionato fu il conte Marko Pejačević, che donò il trofeo onorario.

## Avvenimenti
Alcuni club prebellici furono ricostruiti e le autorità legalizzarono le attività delle squadre di calcio della città. Il 1º agosto 1918, la commissione di polizia diede il permesso di rifondare la Hrvatski športski savez ("Federazione sportiva croata"). Tuttavia, nonostante le buone notizie sul calcio, la situazione generale quasi portò alla sospensione dei club per mancanza dell'attrezzatura necessaria, in primis i palloni.

Il Comitato, in collaborazione con la sezione calcistica della HŠS, decise di organizzare il Drugo ratno prvenstvo grada Zagreba u nogometu za 1918. godinu. Vi si erano iscritte altre tre società, quindi vennero divise in due classi, la 1. razred da con compagini e la 2. razred con 3, sull'esempio dei campionati stranieri. Le squadre Concordia e Viktorija, vista la scarsità di calciatori, si presentarono con una formazione unita.

Il torneo iniziò il 1º settembre con la gara Concordia/Viktorija–Croatia 2–1, mentre il Građanski esordì contro l'HAŠK il 29 settembre (4–2).

L'ultima partita venne disputata il 27 ottobre dato che, il 29 ottobre, nacque lo Stato degli Sloveni, Croati e Serbi, e tutte le attività sportive vennero sospese. Il nuovo Stato non ottenne alcun riconoscimento diplomatico, quindi al Consiglio Nazionale non restò dunque altra scelta che unirsi ai regni di Serbia e Montenegro sotto il nome di Regno dei Serbi, Croati e Sloveni, il 1º dicembre 1918.

Vista l'impossibilità a continuare il torneo, il Comitato dichiarò campione il Građanski, ma in seguito alle proteste del HAŠK, si decise alla disputa di una finale per l'assegnazione del titolo.

### Finale
| Squadra 1          | Risultato | Squadra 2     |
| ------------------ | --------- | ------------- |
| 30 marzo 1919      |           |               |
| Građanski Zagabria | 2 – 0     | HAŠK Zagabria |

## Classifica
|  | Pos. | Squadra             | Pt | G | V | N | P | GF | GS | QR    |
|  | ---- | ------------------- | -- | - | - | - | - | -- | -- | ----- |
|  | 1.   | Građanski Zagabria  | 6  | 3 | 3 | 0 | 0 | 11 | 4  | 2,750 |
|  | 2.   | HAŠK Zagabria       | 4  | 3 | 2 | 0 | 1 | 11 | 5  | 2,200 |
|  | 3.   | Ilirija Zagabria    | 2  | 2 | 1 | 0 | 1 | 4  | 5  | 0,800 |
|  | 4.   | Concordia/Viktorija | 2  | 2 | 1 | 0 | 1 | 3  | 5  | 0,600 |
|  | 5.   | Croatia Zagabria    | 0  | 4 | 0 | 0 | 4 | 4  | 14 | 0,285 |

Legenda:
      Campione di Zagabria.
  Partecipa agli spareggi.
      Retrocessa in seconda classe.
Note:
Due punti a vittoria, uno a pareggio, zero a sconfitta.

## Risultati
|                     | Gra  | HAŠ  | Ili  | C/V  | Cro  |
| ------------------- | ---- | ---- | ---- | ---- | ---- |
| Građanski           | –––– | 4-2  | nd   | 4-1  | 3-1  |
| HAŠK                | -    | –––– | 4-0  | nd   | 5-1  |
| Ilirija             | -    | -    | –––– | nd   | 4-1  |
| Concordia/Viktorija | -    | -    | -    | –––– | 2-1  |
| Croatia             | -    | -    | -    | -    | –––– |